# Hassan (distrikt)
Hassan är ett distrikt i regionen Malnad i den indiska delstaten Karnataka. Distriktets folkmängd är 1 570 000 (1991), och dess yta 6 826 km². Inom distriktet föddes H. D. Deve Gowda. Huvudort i distriktet är staden Hassan.